# 吉武恵市
吉武 恵市（吉武 惠市、よしたけ えいち、1903年2月25日 – 1988年2月3日）は、昭和期の政治家、官僚。衆議院議員（3期）、参議院議員（3期）、労働大臣（第6代）、厚生大臣（第21代）、自治大臣（第8-9代）、富山県知事（官選第32代）。

## 経歴
山口県萩市に生まれる。萩中学、旧制五高を経て、1928年東京帝国大学法学部政治学科を卒業、内務省に入省する。東京府属。京都府保安課長、東京都官房人事課長を経て、1945年官選富山県知事となる。この間、労働問題について勉強を重ね、戦後はその努力を買われて1946年厚生省労政部長、1947年労働省初代事務次官となる。
1949年、第24回衆議院議員総選挙に民主自由党から旧山口1区（定数4）にて立候補し初当選。
自由党政務調査会長を経て、1951年第3次吉田第3次改造内閣で労働大臣として入閣。同年サンフランシスコ平和条約日本全権代理で出席。翌1952年からは厚生大臣も兼任した。
1952年の衆院選は自由党公認で立候補し再選。1953年の衆院選で3選。
1955年の衆院選は次点で落選、前回の選挙で次点で落選した周東英雄が返り咲き。
1958年の衆院選は、岸信介の内閣総理大臣秘書官だった安倍晋太郎が出馬の意思を固めたため、岸の弟の佐藤栄作が自派に所属していた吉武を説得し、参院選に鞍替えさせた。
1959年の第5回参議院議員通常選挙に山口県選挙区から自由民主党公認で立候補し、当選。
1964年第3次池田改造内閣にて自治大臣となり、また参院自民党幹事長などを歴任した。参院議員を3期務め、1977年に政界を引退。後任は元山口県知事、元衆議院議員の小澤太郎。
1974年春の叙勲で勲一等旭日大綬章受章（勲四等からの昇叙）。1988年2月3日、脳梗塞のため死去、84歳。死没日をもって正五位から正三位に叙される。